# روگینیتسه (استان اشوی‌داشکسیه)
روگینیتسه (به لهستانی: Rogienice) یک منطقهٔ مسکونی در لهستان است که در گمینا وشچووا واقع شده‌است.